# شرون سیمپسون
شرون سیمپسون (انگلیسی: Sherone Simpson؛ زادهٔ ۱۲ اوت ۱۹۸۴) دونده اهل جامائیکا است. وی در مسابقات کشوری و بین‌المللی در مجموع برندهٔ ۱۰ مدال طلا و ۸ مدال نقره شده‌است.